# Diócesis de Xingu-Altamira
La diócesis de Xingu-Altamira (en latín: Dioecesis Xinguensis-Altamirensis y en portugués: Diocese de Xingu-Altamira) es una circunscripción eclesiástica de la Iglesia católica en Brasil. Se trata de una diócesis latina, sufragánea de la arquidiócesis de Santarén. Desde el 6 de noviembre de 2019 su obispo es João Muniz Alves, de la Orden de Frailes Menores.

## Territorio y organización
La diócesis tiene 247 501 km² y extiende su jurisdicción sobre los fieles católicos de rito latino residentes en 10 municipios del estado de Pará: Altamira, Vitória do Xingu, Senador José Porfírio, Porto de Moz, Gurupá, Anapu, Brasil Novo, Medicilândia, Uruará y Placas.
La sede de la diócesis se encuentra en la ciudad de Altamira, en donde se halla la Catedral del Sagrado Corazón de Jesús.
En 2020 en la diócesis existían 12 parroquias.
En 2012, tras un acuerdo entre los prelados de Itaituba y Xingu, la parroquia de San Antonio de Padua en el distrito de Castelo de Sonhos (distante 1000 kilómetros de la cabecera) en el municipio de Altamira fue encomendada al cuidado pastoral de los prelados de Itaituba, conservando aún el carácter canónico como perteneciente a la prelatura territorial de Xingu. Desde el 6 de noviembre de 2019 la parroquia forma canónicamente parte de la diócesis de Xingu-Altamira.

## Historia
La diócesis fue erigida el 6 de noviembre de 2019 con la bula Tamquam fidei nomen del papa Francisco, obteniendo el territorio de la prelatura territorial de Xingu, a la vez suprimida.
El primer obispo, la sede de la diócesis y la catedral son los mismos de la anterior prelatura territorial, de la que procede.

## Estadísticas
Según el Anuario Pontificio 2021 la diócesis tenía a fines de 2020 un total de 249 589 fieles bautizados.
| Año                                                                             | Población            | Población | Población      | Sacerdotes | Sacerdotes    | Sacerdotes    | Bautizados por sacerdote | Diáconos permanentes | Religiosos | Religiosos | Parroquias |
| Año                                                                             | Bautizados católicos | Total     | % de católicos | Total      | Clero secular | Clero regular | Bautizados por sacerdote | Diáconos permanentes | Varones    | Mujeres    | Parroquias |
| ------------------------------------------------------------------------------- | -------------------- | --------- | -------------- | ---------- | ------------- | ------------- | ------------------------ | -------------------- | ---------- | ---------- | ---------- |
| 2019                                                                            | 250 000              | 361 981   | 69.1           | 24         | 15            | 9             | 10 417                   |                      | 7          | 37         | 10         |
| 2020                                                                            | 249 589              | 372 071   | 67.1           | 25         | 17            | 8             | 9984                     |                      | 37         | 13         | 12         |
| Fuente: Catholic-Hierarchy, que a su vez toma los datos del Anuario Pontificio. |                      |           |                |            |               |               |                          |                      |            |            |            |

## Episcopologio
- João Muniz Alves, O.F.M., desde el 6 de noviembre de 2019

## Nota
1. ↑  Esta es la distancia máxima entre un pueblo y su cabecera en todo Brasil.